# Sisyphus lobi
Sisyphus lobi là một loài bọ cánh cứng trong họ Bọ hung (Scarabaeidae).